# ذروة واط
ذروة واط (بالإنجليزية: peak)‏ ) مصطلح يشير إلى ذروة الناتج الكهربائي (بالوحدة: واط ) للخلايا الشمسية ، وهو أمر شائع ومهم في مجال انتاج الطاقة الكهربائية بواسطة الخلايا الكهروضوئية . تعد المضاعفات لقدرة مختلف المحطات مثل ذروة الكيلووات ، وذروة ميجاوات ، وذروة جيجاوات شائعة أيضًا. يتم استخدام Wp أو kWp أو MWp أو GWp كاختصارات للغة الإنكليزية . وتُستخدم الوحدة لمقارنة الخلايا الشمسية المختلفة والوحدات الشمسية في ظل ظروف اختبار معيارية.

## تعريف
تصف ذروة واط الطاقة الكهربائية الناتجة من الوحدات الشمسية في ظل ظروف الاختبار القياسية (STC) بالمعلمات التالية:
- درجة حرارة الخلية = 25 درجة مئوية
- شدة الإشعاع = 1000 واط/ م²
- طيف ضوء الشمس وفقًا لـ AM = 1.5

ينصح المكتب الدولي للأوزان والمقاييس ، الذي يدير وحدات النظام الدولي ، بعدم استخدام التسمية والرمز لوصف الكميات الفيزيائية .

## الإستعمال
صيغ مثل "النظام الكهروضوئي لديه ناتج 10 kWp "أو" هذه هي محطة شمسية بمثبتة على الأرض بقدرة 2و1 MWp " هي صيغ شائعة بالعامية. يجب أن يكون صحيحًا رسميًا أن "النظام الكهروضوئي له ناتج اسمي وفقًا لشروط الاختبار القياسية البالغة 10 كيلوواط "أو "هذه مجموعة شمسية مركبة على الأرض بسعة 1.2 ميغاواط (القدرة المقدرة في ظل ظروف الاختبار القياسية)".
وعندما نقول أن " مطلوب مساحة من حوالي 6 إلى 10 متر مربع " ، فيعني ذلك لإنتاج طاقة قدرها 1  كيلوواط في ظل ظروف الاختبار القياسية ، نحتاج لمساحة حوالي 6 إلى 10  متر مربع.
وفقًا لذلك ، يكون الرمز " P الاسمية = 1 kW "للأنظمة الكهروضوئية ، و يفضل استخدام الرمز" P = 1  kWp "، حيث أن إضافة إضافات إلى رموز الوحدة ليست قياسية.

## أهمية عملية في ألمانيا
شدة إشعاع 1000 واط/متر مربع هي قيمة متوسطة عابرة في ظل الظروف الحقيقية. يتم الوصول إليها حينما يكون الهواء أكثر نقاءً ، وكلما اقتربت انشاء المحطة من خط الاستواء وكلما ارتفعت فوق سطح البحر. يعتمد أيضًا على مدى قرب الشمس من أعلى نقطة للشمس في السماء. في ألمانيا مثلا لا يتم الوصول إليه عادة إلا في منتصف النهار في يوم صافٍ.
توزيعات شدة الإشعاع التي يتم قياسها كل دقيقة في ألمانيا تظهر أيضًا قيمًا أعلى من هذه. وهذه يمكن أن تكون بسبب الانعكاس والتشتت ، ويمكن أن تصل إلى 1500  W / m². نظرًا لقلة أوقات وفرة الإشعاع وحقيقة أن المحولات مصممة عادةً للعمل حتى إشعاع 1000 واط/متر مربع أو أقل ( الحد الأقصى الاقتصادي ) فنادرًا ما تستخدم. الحد الأقصى لشدة الإشعاع على حافة الغلاف الجوي للأرض يتوافق مع الثابت الشمسي E0 وهو يبلغ 1367 واط / م².
في التشغيل العادي ، تحتوي الوحدات الشمسية أو الخلايا الشمسية على أشعاع 1 كيلوواط/متر مربع ، وعادة تكون درجة حرارة تشغيل أعلى بكثير من 25 درجة مئوية المستخدمة في الاختبار ، وبالتالي تكون كفاءة الطاقة الفعلية إقل بنسبة 20 ٪ . بسبب الإتجاه الجامد للنظام الكهروضوئي الثابت على الأرض ، نادرًا ما يتم محاذاة الخلايا بشكل عمودي تمامًا مع الضوء الساقط ، مما يعني أنه يجب ضرب شدة الإشعاع بجيب زاوية السقوط - والتي لها القيمة 1.0 فقط عند 90 ° - وبالتالي تضعف شدة الإشعاع عند سقوطها بزاوية على النظام الكهروضوئي.
على سبيل المثال ، أقصى ارتفاع للشمس في الصيف هو 65.3 درجة في ميونيخ و 58.7 درجة في فلنسبورغ. ينتج عن جيب هذا انخفاضأ في الإنتاج إلى 90.85 أو 85.45 ٪ فقط. في الانقلاب الشتوي ، يرتفع الأداء في تلك المدينتن المختارتين بنسبة 31.73٪ و 20.62 ٪ من الحد الأقصى النظري.
تُستخدم المواصفات في '''ذروة واط''' لمقارنة كفاءة الوحدات الشمسية في نفس المنطقة من مختلف المصنعين ولمقاييس المكونات المختلفة للنظام الشمسي. لا يمكن استخدامه بمفرده لتوصيف النظام الكهروضوئي ، ونظرًا لأن المعلمات الابتدائية مثل نوع الهيكل (مساحة مفتوحة ، سقف ، مجنزرة ) وموقع المحطة ، أي   لا تؤخذ في الاعتبار درجة خط العرض وشدة الإشعاع المتوسط الساقط ، أو الظروف المناخية السائدة في موقع انشاء المحطة أو درجة الحرارة.
باختصار ، بالنسبة للنظام الكهروضوئي الذي تم تنفيذه بالفعل ، فإن المواصفات الاسمية بالوحدة "ذروة واط" لا تتوافق مع الحد الأقصى للإنتاج ولا مع الإنتاج المستمر . نظرًا لأن ظروف شدة الإشعاع غالبًا ما تكون أسوأ وعادة ما تكون الوحدات الشمسية النمطية أكثر دفئًا من ظروف الاختبار القياسية ، فإن أداء الذروة لا يتم تحقيقه إلا بشكل متقطع في التشغيل ونادراً ما يتم تجاوزه.

## اقرأ أيضا
- الكتلة الهوائية (علم الفلك)